# クレイトン (ニューメキシコ州)
クレイトン（Clayton）は、アメリカ合衆国ニューメキシコ州の町。ユニオン郡の郡庁所在地である。人口は2,524人（2000年）。

## 地理

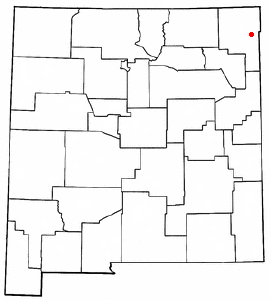
ニューメキシコ州内の位置

クレイトンは北緯36度26分59秒 西経103度10分51秒 / 北緯36.44972度 西経103.18083度 (36.449835、-103.180756)に位置している。アメリカ合衆国国勢調査局によると、町の総面積は12.2 km² (4.7 mi²)で、すべて陸地である。

## 人口動勢
以下は2000年国勢調査における人口統計データである。
基礎データ
- 人口: 2,524人
- 世帯数: 1,079世帯
- 家族数: 691家族
- 人口密度: 206.9/km² (535.7/mi²)
- 住居数: 1,289軒
- 住居密度: 105.7/km² (273.6/mi²）

人種別人口構成
- 白人: 75.36%
- ネイティブ・アメリカン: 1.07%
- アジア人: 0.16%
- 太平洋諸島系: 0.20%
- その他の人種: 20.44%
- 混血: 2.77%
- ヒスパニック・ラテン系: 46.47%

世帯と家族（対世帯数）
- 世帯数: 1,079世帯
- 18歳未満の子供がいる: 30.5%
- 結婚・同居している夫婦: 47.6%
- 未婚・離婚・死別女性が世帯主: 11.7%
- 非家族世帯: 35.9%
- 単身世帯: 33.7%
- 65歳以上の老人1人暮らし: 18.2%
- 平均構成人数
  - 世帯: 2.32人
  - 家族: 2.99人

年齢別人口構成
- 18歳未満: 27.7%
- 18-24歳: 6.3%
- 25-44歳: 23.8%
- 45-64歳: 23.6%
- 65歳以上: 18.7%
- 年齢の中央値: 40歳
- 性比（女性100人あたりの男性の人口）
  - 総人口: 95.7人
  - 18歳以上: 92.4人

収入と家計
- 収入の中央値
  - 世帯: 25,600米ドル
  - 家族: 30,109米ドル
  - 性別
    - 男性: 26,554米ドル
    - 女性: 17,054米ドル
- 人口1人あたり収入: 13,967米ドル
- 貧困線以下
  - 対家族数: 14.2%
  - 対人口: 17.9%
  - 18歳未満: 31.4%
  - 65歳以上: 9.1%

## 博物館
クレイトンには二つの博物館がある。ユニオン郡歴史協会が運営するハーズスタイン記念博物館はクレイトンの最大の博物館である。クレイトン高等学校のWPA博物館は予約のみとなっている。

## クレイトン湖州立公園
クレイトン湖州立公園はクレイトンの北15マイルの、コロラド、オクラホマ、テキサス各州の境界近くに位置している。地勢はなだらかな草原、火山性岩、砂岩の断崖で特徴づけられ、グレートプレーンズの西端を形成している。このエリアは、サンタフェ・トレイルのシマロン・カットオフ沿いの旅行者のちょっと立ち寄れる場所であった。
今日の訪問者は、ピクニック、キャンプ、そして北米でもっとも広大な恐竜の通った跡のひとつが見られる、公園内の170エーカーの湖での極上の釣りを楽しむことが出来る。クレイトン湖は1955年に、釣り用の湖と冬の水鳥の休むエリアとして、州魚類鳥獣部によって作られた。
ダムがセネカ・クリークを渡って建設され、大雨の後以外は一連の水たまりが稼働している。通常毎年5月から10月の魚釣りの季節には、湖はマス、ナマズ、スズキ、ウォールアイが目的の釣り人たちの人気スポットとなる。ボートは許可されているが、トローリングのスピードに制限されている。湖は、水鳥の休む場所となる冬の間は釣りは閉業される。
公園はキャンプとピクニックの施設、休憩所、公衆トイレを提供している。